# 所浩史
所 浩史（ところ ひろし、1960年 - ）は、日本のパティシエ。「パステルのなめらかプリン」の生みの親として知られており、現在は、岐阜市にある洋菓子店「プルシック（Plesic）」のオーナーシェフとして活躍し、株式会社『菓子道』の代表取締役も勤めている。自らをクレームカラメリエ（プリン職人）としている。 

## 経歴
- 1991年-チタカ・インターナショナル・フーズ株式会社（愛知県北名古屋市）に入社。[7]

- 1993年-「パステルなめらかプリン」を開発、商品化。当初5年間は思うように売れず、その柔らかさゆえにクレームを受けることもあったが1998年にテレ ビの情報番組で有名タレントが商品を紹介して以降、人気に火がつき、芸能人の好きな差し入れスイーツとして様々なメディアで紹介されることになり、1999年に発行された「non-no」3月号では、当時爆発的人気を誇った広末涼子の好きなスイーツとして紹介され、さらにブレイクすることとなる。最大時には年間約2700万個、年商約80億円の販売量を記録する商品へと成長した。2000年発行の「casaブルータス」１/10号では、世界的な著名パティシエ、ピエール・エルメから一言「ボン！（おいしい！）」と言われ、賛美の評価をもらったという。

- 2008年2月-ネット専門販売の極上プリン専門店「スイーツマジック」[8]を共同出資で設立し、「黒ラベル」「赤ラベル」と言う１個600円の高級プリンは、年間20万個以上の売上を達成し、最大3か月待ちの話題商品となる。[9]

- 2009年10月-スイーツマジック退職

- 2009年12月-名古屋のFMラジオ局「ZIP-FM」のオンラインショップ「ZIP STORE」とのコラボで、受注生産の限定手作りスイーツ「TOKOROプリン」「TOKOROロール」を販売開始。（平成22年末販売終了）[10]

- 2010年9月-岐阜の小さなお菓子屋さん「プルシック」を岐阜市琴塚にオープン。[11][12]

- 2022年-プラスチックに代わるプリン専用の 100%土に還る生分解性のスプーン 「TOKORO プリンスプーン」を開発。このスプーンは洗うことで繰り返し使うこと ができるといい、環境保全活動に貢献しているとうたっている。

- 2022年11月-プリンの祭典として「日本プリンアワード 2022」を発起人兼実行委 員⻑として岐阜市で初開催。「ぎふ信⻑まつり」のイベントとして、岐阜市をプリンの街として認知させることを目的に開催された。2022 年と 2023 年に開催されたが、 2024 年の開催は見送られている。

- 2025年-アムール・デュ・ショコラに初出店し、プリンとショコラのコラボレーション である限定「なめらかショコラプリン」と「なめらかプリンガナッシュ」を発表。

## 活動と影響
「なめらかプリン生みの親」として、テレビ、ラジオ、新聞、雑誌で多数取り上げられ、それまでのプリンは“固いもの”という概念を破り、“なめらかなもの”という考え方を広く消費者に浸透させ、全国レベルのパティシエとして知名度を獲得した。芸能人、アーティスト、文化人、政治家に「所ファン」が多い。  
チタカ・インターナショナル・フーズ(株)在籍時の2002年7月より2008年の退社までの約6年間は、取締役としてパステルデザートファクトリー本部長、パステル商品開発室長を歴任した。 
プリンで日本を元気にする活動の一環として、全国の観光地のプリン専門店を30ヵ所以上プロデュース。 
地元の生産者にも協力を得て、その土地だから出来る商品を開発し、地産地消や地方創生に貢献している。
引き続き観光地を盛り上げる為に、プリン専門店は勿論、他のスイーツの開発やプロデュースを積極的に引き受けている。

## エピソード
- 剣道4段 長良高校3年の時、岐阜県代表として長野国体に出場。日本武道館で開催された、第一回国際剣道大会に日本代表で出場。日米親善剣道大会出場のためハワイ遠征2回。
- 父がお菓子屋さんで、小さい頃から父の姿を「かっこいい」と思っていた。ペンションで働いたことがあり、その時、オーナーから「ケーキを作ってみないか」と言われたという。作っている時に、オーナーに「楽しそうだね」と言われ、「やっぱり自分はお菓子を作る仕事がしたい」と思って以来、ずっとお菓子作りにかかわる仕事をしているという。
- 材料の生産地であるドミニカまでカカオを見に行った時に、カカオがどのような木に実を付け、どのような人に栽培されているかを知り、現地の方の思いを感じ取って以来、食材に対する愛着がより深くなり、お菓子を作る時、現地の方の思いをくみとりながら仕事ができるようになった。
- プリンの容器といえばプラスチックであった洋菓子業界の中で、いち早くプリンに耐熱ガラスの容器を使った。自身はその方法で作られたプリンを「ボトルスイーツ」と命名し、ボトルの中に組み立てるスイーツとして考案した第一人者。のちに多くの洋菓子店がこの方法を追うようになった。
- なめらかプリンの誕生はフランスのお菓子「クリームブリュレ」に着想をえているという。(生活情報誌月刊ぷらざ)
- 多くのメディアやファンからは「なめらかプリンの生みの親」、「プリンの神様」として広く認知されるなかで、自らの肩書きをクレームカラメリエ(プリン職人)ともしている。

## 書籍
- とことん、『「一点だけ」で突き抜ける』（ディスカヴァー・トゥエンティワン、2021年12月23日）[16][17][18]

## 肩書・公職・役職
公式サイトより(2025年6月時点） 
- 岐阜グルマン研究会 会長
- 名古屋製菓専門学校非常勤講師
- 内海会会員
- クラブ・ドゥ・ガレット・デ・ロワ会員
- カルバドス会会員
- 元 岐阜県私立高等学校保護者連合会会長
- 元 岐阜県高等学校PTA連合会副会長
- 元 富田学園 富田高等学校育友会会長
- 元　岐阜市立長森中学校PTA会長
- 岐阜市美殿町アンバサダー